# 路環發電A廠
路環發電A廠是一個位於澳門路環的低速柴油發電廠，是澳門最新大的發電廠，提供271兆瓦電力。

## 歷史
路環發電廠於1978年11月28日啟用。
2009年，澳門政府批准興建一條進入路環發電A廠的新道路，2010年9月16日完工。道路有新的閘門，方便員工、供應商和訪客進出。
2015年4月26日，發電廠發生火警，一名員工受傷，但沒有引致電力中斷。

## 參看
- 澳門電力
- 澳門發電廠列表